# Joachimsthalsches Gymnasium
Das Joachimsthalsche Gymnasium (auch: Joachimsthaler Gymnasium) war eine 1607 in Joachimsthal gegründete Fürstenschule für begabte Knaben, die sich zwischen 1636 und 1912 in Berlin und ab 1912 in Templin befand.
Das Gymnasium in Templin wurde 1956 geschlossen und das Gebäude bis 1996 anders genutzt; bis um 2021 stand es leer und war von Verfall bedroht. Seit 2013 besteht der Förderverein Joachimsthalsches Gymnasium Templin e. V., seit 2016 die Stiftung Gebäudeensemble Joachimsthalsches Gymnasium Templin, die auch seit 2016 Eigentümerin des Gebäudeensembles ist. Seit 2020 laufen die Sanierungsarbeiten an den Gebäuden. Die historischen Gebäude stehen unter Denkmalschutz.

## Geschichte

### 1601–1636: Anfänge in Joachimsthal

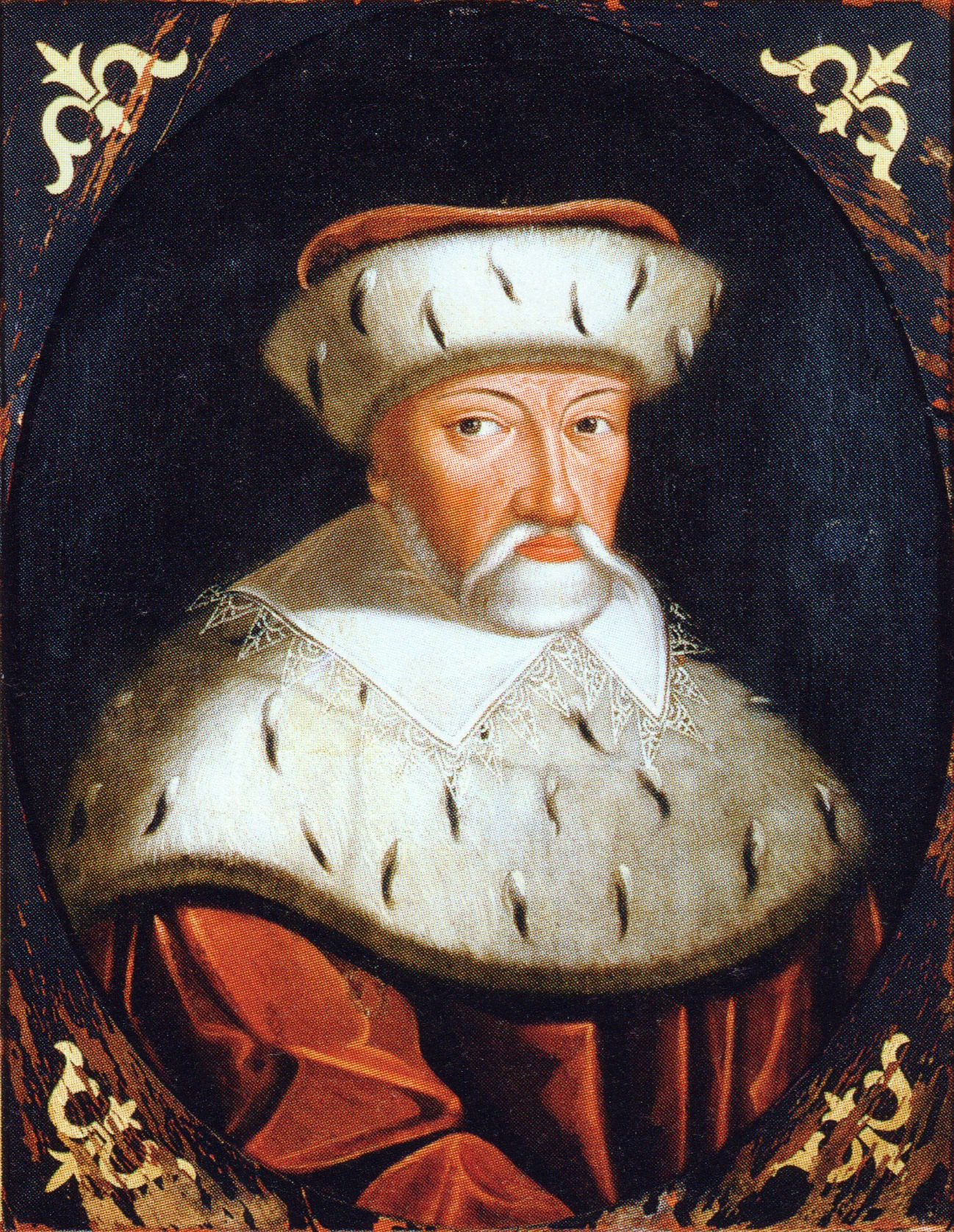
Kurfürst Joachim Friedrich von Brandenburg, Initiator der Bildungseinrichtung

Kurfürst Joachim Friedrich von Brandenburg fasste 1601 den Plan, nach dem Vorbild der Fürstenschulen Sachsens eine Eliteschule für begabte Knaben im Jagdschloss Joachimsthal bei Eberswalde zu gründen. Die Schule wurde bewusst mit einer christlich-humanistischen Zielsetzung geplant und geführt. Sie sollte die Knaben auf das Studium hin ausbilden und sie zu fähigen Mitarbeitern im Staats- und Kirchendienst machen. Zusammen mit Christoph Pelargus, dem Dekan der Universität Viadrina, dem Hofprediger Johannes Fleck sowie dem Hofprediger und Superintendenten Simon Gedike wurde ein Konzept für die Schule entwickelt. Am 23. und 24. August 1607 wurde die Schule unter dem Namen Gymnasium Electorale Brandenburgium in valle Joachimica (Kurfürstliches Gymnasium) in Joachimsthal festlich eröffnet. Die Schule hatte anfangs 170 Plätze für Schüler, von denen 120 Freistellen waren.

### 1656: Umzug nach Berlin
Während des Dreißigjährigen Kriegs wurde das Schulgebäude am 6. Januar 1636 zerstört. Schüler und Lehrer flohen nach Berlin. Der Lehrbetrieb wurde um 1647 in einem dem Berliner Dom gehörenden Haus an der Ecke der Brüderstraße und des Schlossplatzes erneut eröffnet. Das Joachimsthalsche Gymnasium musste sich das Gebäude aber mit der reformierten Köllnischen Schule teilen. 1649 wurde das Finksche Haus angekauft, das aber nicht groß genug war. Der Kurfürst räumte daher auch das Gewölbe unter der Kammergerichtsstube im südlichen Teil des Schlosses. Nach Ankauf eines Hauses an der südwestlichen Ecke Georgen- und Heiliggeiststraße (an der langen Brücke an der Spree, das Rochowsche Haus in der Burgstraße) siedelte die Schule 1668 in dieses Gebäude über. Aber auch dieses Gebäude wurde schnell zu klein und ab 1688 siedelte die Schule in das Haus in der Heiliggeiststraße, das um 1800 die Hausnummer 5 erhielt, um. Diese Straße existiert heute nur noch in einem Teil parallel zur Spandauer Straße. Auf das Gymnasium zum Grauen Kloster anspielend erhielt es daher den Spitznamen „Gymnasium zum Heiligen Geist“. Zur Bestreitung des laufenden Etats erhielt das Gymnasium vom Kurfürsten verschiedene Stiftungsgüter, aus denen das Gymnasium fünf Ämter bildete, in der weiteren Geschichte dann Schulämter genannt. Sie waren seit dem 18. Jahrhundert verpachtet.
- Schulamt Joachimsthal (später nach dem Amtssitz auch Schulamt Golzow genannt)
- Schulamt Blankenburg
- Schulamt Neuendorf
- Schulamt Seehausen
- Schulamt Dambeck

### 1707: Königlicher Titel
Zum 100-jährigen Schuljubiläum 1707 verlieh der preußische König Friedrich I. der alten Fürstenschule den Ehrennamen Gymnasium Regium Joachimicum (Königlich Joachimsthalsches Gymnasium). Wilhelm Heinrich von Thulemeyer wurde 1739 einer der Direktoren. Sein Sohn Friedrich Wilhelm von Thulemeyer schenkte dem Gymnasium im Jahr 1811 etwa 5000 bis 6000 Bücher und eine bedeutende Musikaliensammlung.

### 1880: Umzug in die Kaiserallee

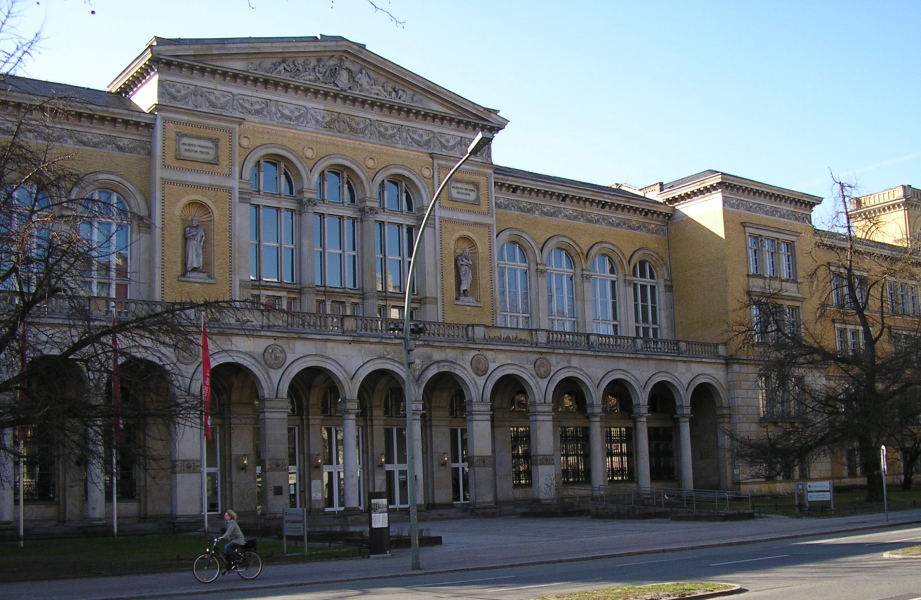
Gebäude des Joachimsthalschen Gymnasiums 1880–1912 in Berlin-Wilmersdorf, Kaiserallee 1–12

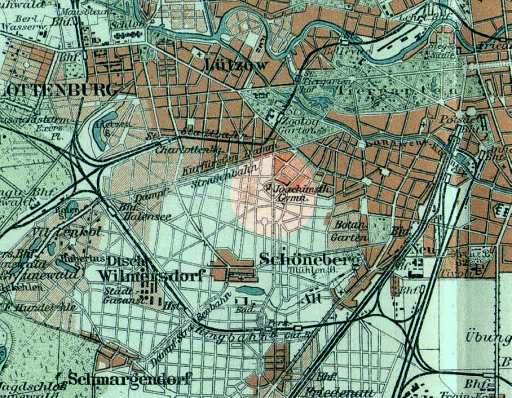
Lage des Gymnasiums auf einer Karte von 1894

Im Jahr 1880 bezog das Joachimsthalsche Gymnasium einen Neubau in der damaligen Kaiserallee 1–12 (heute: Bundesallee). Das Gebäude, das noch besteht, wurde zwischen 1876 und 1880 von dem Architekten Ludwig Giersberg (1824–1883) nach Plänen von Johann Heinrich Strack mit vorgelagertem Arkadengang und Terrasse errichtet. Formal ist es Bauten der italienischen Hochrenaissance nachempfunden; es steht in der Bautradition Karl Friedrich Schinkels.
Das Gymnasium war aus der Berliner Stadtmitte in diese damalige Vorstadtidylle gezogen. Die Schule nahm das gesamte Gelände mit mehreren Gebäuden, Unterkünften für Lehrer und Schüler, Sporthalle und dergleichen bis zum Fasanenplatz ein. Der zur Eröffnung des Gymnasiums im Jahre 1880 anwesende Kaiser Wilhelm I. zeigte sich überrascht über die luxuriöse Ausstattung.
Die Fassade wurde 1882 um bildnerische Schmuckelemente aus Sandstein ergänzt und in zwei Nischen, die jeweils 1500 Kilogramm schweren Standbilder, nach einem Entwurf von Max Klein (1847–1908) Plato und Aristoteles eingebunden. Die Giebelkrönung bestand aus drei Figuren, wobei die Mittelfigur 2250 Kilogramm und die zwei Greifenfiguren als Eckakroterien mit einem jeweiligen Gewicht von 1000 Kilogramm diese Ebene abschlossen.
Im Jahr 1901 ließ Otto Schroeder Primaner der Einrichtung einen Aufsatz über die Siegesallee schreiben. Das Thema lautete: Die Beinstellung der Denkmäler in der Siegesallee. Die Schüler hatten die Aufgabe, von der Beinstellung der steinernen Herrscher auf ihren Charakter zu schließen. Vier dieser Aufsätze schrieben Geschichte, da sie zu Wilhelm II. gelangten und vom Kaiser höchstpersönlich – teilweise sehr abweichend von der Lehrerzensur – bewertet und mit Randbemerkungen versehen wurden, siehe: Aufsätze zur Siegesallee.
Bereits ab 1890 entstanden um das Gelände neue Stadtquartiere des Berliner Westens. So wurde im Jahr 1905 beschlossen, wieder aus der Umgebung Berlins fortzuziehen und zwar zum ursprünglichen (und namensgebenden) Standort Joachimsthal zurück. Mit der dortigen Stadtverwaltung war vereinbart worden, auf einer von Joachimsthal zur Verfügung gestellten Baufläche von 40 Morgen neue Schulgebäude zu errichten. Die Kosten sollten durch den Verkauf der in Wilmersdorf gelegenen Immobilie gedeckt werden. Zur Einrichtung in Wilmersdorf wurden dann noch einige Angaben gemacht: Sachverständige schätzten den Wert auf 4,35 Millionen Mark (kaufkraftbereinigt in heutiger Währung: rund 33,62 Millionen Euro), das rund 15 Morgen große Gelände hat an der Kaiserallee eine Frontlänge von 330 m, das Schulhauptgebäude selbst ist 150 m lang mit einem angebauten Seitenflügel. An Schaperstraße, Fasanenplatz und Meierottostraße gab es acht Nebengebäude des Gymnasiums (Lehrerwohnhaus, Wirtschafts- und Verwaltungshäuser). Daraus wurde jedoch nichts, die Schulleitung wählte nun Templin zum neuen Gymnasium-Standort, 1912 erfolgte der Umzug.
Der Gebäudekomplex in Wilmersdorf ging 1919 an das Joachim-Friedrich-Gymnasium, ab 1920 diente es direkt dem Bezirksamt Wilmersdorf. Im Zweiten Weltkrieg wurde es stark beschädigt, danach aber wieder aufgebaut. Seit dem 21. Jahrhundert befindet sich hier der Fachbereich Musik der Universität der Künste Berlin. Die dazugehörige Gerhart-Hauptmann-Anlage zwischen Bundesallee, Meierotto- und Schaperstraße ist – entgegen den Hochhausplanungen von 2005 – nicht bebaut worden. Die Grünanlage grenzt an das Areal der Berliner Festspiele (ehemals: Freie Volksbühne) und an das ehemalige Lehrerhaus, das nun eine Kindertagesstätte beherbergt. Die hier aufgestellte Bronzebüste für Gerhart Hauptmann stammt von Fritz Klimsch und wurde am 6. Juni 1966 enthüllt.

### 1912–1956: Templin
Das Joachimsthalsche Gymnasium wurde nun 1912 nach Templin in der Uckermark verlegt, wo es einen eigenen großzügigen Neubau bezog (53° 7′ 28,1″ N, 13° 31′ 30,6″ O).
Der Neubau in Templin, von Rektor August Nebe und Regierungsbaumeister Fritz Bräuning gemeinsam geplant, wurde als Alumnat (Familienalumnat, s. o. „Stallaner“) zu je drei Doppelwohnhäusern in U-Form um einen großen Innenhof („Schmuckhof“) gruppiert. In den Alumnatshäusern wohnten nicht mehr als jeweils 25 Alumnen. Dazu war je eine Villa angebaut, in der ein Oberlehrer (Studienrat) mit seiner Familie wohnte. Er war der Vorsteher (Alumnatsinspektor) eines der sechs Alumnatshäuser. Ein Adjunkt (Referendar) und eine Hausdame kümmerten sich um das Wohl der Alumnen und sorgten auch für einen geregelten Tagesablauf der Knaben. Der erste Adjunkt war Fritz Arendt, der 1915 im Ersten Weltkrieg fiel.
Das Joachimsthalsche Gymnasium war ein christlich-humanistisches Stift, mit einer eigenen evangelischen Kirchengemeinde in Templin.
In der Zeit des Nationalsozialismus musste die Leitung der Schule einige Zugeständnisse an die Machthaber machen, die den Alltag der Schüler bestimmten. Um das Jahr 1943 versuchten die Machthaber, vor allem nach der Absetzung des letzten Rektors, eine Umwandlung zur Erziehungsanstalt des Dritten Reiches vorzunehmen.
Nach Kriegsende 1945 diente der Schulkomplex zunächst als Militärlazarett für die Roten Armee. Als das Lazarett verlegt wurde, nutzte eine sowjetische Panzerabteilung kurzfristig die Immobilie. Der Pädagoge Otto Deter (* 1900) kümmerte sich um eine baldmögliche Unterrichtsaufnahme. Er wurde als Rektor eingesetzt und schaffte es, dass im November 1945 der Unterricht am Joachimsthalschen Gymnasium wieder beginnen konnte.
Eine am 28. April 1947 beschlossene Satzung für die Schulstiftung Joachimsthalsches Gymnasium trat am 1. Mai 1947 in Kraft und bildete die neue rechtliche Grundlage für den Bildungsbetrieb. Sie wies das Gymnasium als Stiftung des öffentlichen Rechts (Schulstiftung) aus. Vertretungsberechtigt war ein Kuratorium, das sich laut Satzung aus mindestens drei Mitgliedern zusammensetzten musste. Dem Kuratorium der Stiftung Joachimsthalsches Gymnasium zu Templin  gehörten von der Provinzialregierung Brandenburg Regierungsdirektor Kurt Grünbaum als erster Vorsitzender an, weitere Mitglieder waren der Finanzminister Walther Kunze sowie der Ministerialdirektor Wilhelm Hartke vom Ministerium für Volksbildung, Wissenschaft und Kunst. Stellvertreter des Kuratoriumsvorsitzenden war der Rektor des Gymnasiums Otto Deter und nach dessen Ablösung Schuldirektor Arthur Scharmentke. Ein Templiner Diplomingenieur und ein geschäftsführender Kurator vervollständigten das Kuratorium.
Die im Innenhof vorhandene gewesene Bronzestatue des Stifters, Kurfürst Joachim Friedrich von Brandenburg wurde am 4. März 1950 abgebaut und abtransportiert. Seither ist sie spurlos verschwunden.
Die Auflösung der Stiftung erfolgte 1956. Das Gebäude diente ab 1956 dem neugegründeten Institut für Lehrerbildung, ab 1988 einer Fachschule für Kindergärtnerinnen und von 1990 bis 1996 einer Fachschule für Sozialpädagogik.
Das nach der deutschen Wiedervereinigung gegründete Bundesland Brandenburg wurde Eigentümer der Immobilie. Es versteigerte 2007 das 13 Hektar große Gelände mit Wasserfront und Sportplatz für 1,5 Millionen Euro. Erwerber war der Berliner Immobilienmakler Christian Kolbe. Verschiedene Konzepte der Neunutzung wurden nach einer inzwischen wieder aufgehobenen Veränderungssperre nicht umgesetzt. Die angestrebte Neugründung einer Bildungseinrichtung konnte aufgrund des Fehlens eines geeigneten Schulträgers nicht verwirklicht werden.
Das Schulgebäude in Templin ist seit 1996 ungenutzt, steht leer und ist deshalb von Vandalismus und Verfall bedroht. Die Sanierungs- und Investitionskosten werden auf 16–32 Millionen Euro geschätzt.

### 2005: Verwendung des Namens für eine andere Joachimsthaler Schule
Zum Schuljahr 2005/06 wurde in Joachimsthal eine private Ganztagsschule gegründet, die sich auf die Tradition des Joachimsthalschen Gymnasiums beruft und sich den Namen Freies Joachimsthaler Gymnasium gab. Initiiert vom Schulträger Arbeiter-Samariter-Bund (ASB), Kreisverband Barnim e. V., nahm die neue Bildungseinrichtung ihre Arbeit auf. Zum Schuljahr 2009/10 erreichte das einzügige Gymnasium nun auch die Sekundarstufe II. Zeitgleich begann der Bau eines neuen, moderneren Schulgebäudes. Zum Schuljahr 2010/11 bezogen die Klassen das neue Gebäude. Es sind alle Klassen von 7 bis 12 vertreten und haben eine maximale Klassenstärke von 20 Schülern.

### Ab 2014: Wiederbelebung des Gebäudeensembles als Schule für Europa in Templin(est)
Die im Jahr 2016 gegründete Stiftung Gebäudeensemble Joachimsthalsches Gymnasium Templin besteht aus einem ehrenamtlichen Vorstand und einem Stiftungsteam, unterstützt durch einen ehrenamtlichen Beirat sowie Experten aus den Bereichen Pädagogik und Architektur. Die Stiftung ist auch Eigentümerin des denkmalgeschützten Gebäudeensembles und hat ihren Sitz in Templin sowie ein Projektbüro in Berlin. Ziel ist die Gründung einer europäisch ausgerichteten Schule mit Internat am Standort des ehemaligen Joachimsthalschen Gymnasiums in Templin. Unterstützt wird die Stiftung bei ihrem Vorhaben vom Förderverein Joachimsthalsches Gymnasium Templin e. V., der sich bereits 2014 gegründet hat. 
Junge Menschen aus verschiedenen Ländern Europas werden an der Est - Schule für Europa in Templin ein „Europa im Kleinen“ erleben. Sie wachsen im Sinne der europäischen Idee auf und lernen, was den Geist Europas ausmacht: Geschichte, Kultur und Vielfalt. Die est verbindet sich durch vielfältige Aktivitäten mit den Menschen in Templin und der Uckermark und bildet eine Brücke zwischen West- und Osteuropa. Ein zukunftsweisendes und innovatives pädagogisches Konzept bildet diesen Schwerpunkt der Schule ab. 
Etwa 450 Schülerinnen und Schüler sollen hier zur Schule gehen, von denen etwa ein Drittel aus der Region, zwei Drittel aus ganz Europa stammen sollen. Ein Stipendienprogramm und einkommensabhängiges Schulgeld werden für eine ausgewogene Zusammensetzung der Schülerschaft sorgen. Die Teileröffnung, zunächst mit der Oberstufe, ist für das Schuljahr 2029/30 geplant.
Das Ensemble wurde 2019 als national wertvolles Kulturdenkmal eingestuft. Im Jahr 2020 bewilligte der Haushaltsausschuss des Deutschen Bundestages Fördermittel in Höhe von 30 Millionen Euro für die denkmalgerechte Sanierung der Bestandsbauten. Ein Jahr später begann mit Hilfe von Bundesmitteln und ab 2022 auch durch Landesmittel die Sanierung der Dächer. Im Jahr 2022 stellte das Land Brandenburg weitere 20 Millionen Euro für die Sanierung der historischen Bausubstanz bereit. 2023 wurde der überarbeitete architektonische Masterplan fertiggestellt, in dem die Anforderungen aus dem Rahmen-Schulkonzept berücksichtigt wurden.

## Grundsatz und Leitspruch, Schullied und Traditionspflege
Der christliche Glaube gehörte von Anfang an zum Fundament der Schule. Der erste Grundsatz in der maßgebenden Grundordnung vom Jahre 1607, die in den Auditorien aushing, hieß: „Pietatem ante omnia – quia sine, omnis sophia est panurgia – studiose colant et perpetuo cogitent, sapientiae initium esse timorem Dei“, zu deutsch: „Vor allem um den christlichen Glauben [nicht nur: um die Frömmigkeit], ohne den alle Weisheit Falschmünzerei ist, sollen sich die Schüler eifrig bemühen und ständig daran denken, dass die Furcht Gottes der Anfang der Weisheit ist.“
Der Leitspruch der Joachimsthaler lautet: „Dic cur hic“ (‚Sag, warum Du hier bist‘ bzw. ‚Sag, warum Du hier auf Erden weilst‘) – ein von Johann Michael Moscherosch geprägter Leitspruch des lutherisch geprägten Humanismus.
Es gibt auch ein eigenes Lied für das Joachimsthalsche Gymnasium (Joachimsthaler Lied: „Wir sind Joachimsthaler Jungen …“). Verfasser ist Otto Schroeder (Professor, Adjunkt und Oberlehrer von 1875 bis 1910 am Joachimsthalschen Gymnasium). Gesungen wird es auf die Melodie des Trios aus dem Parademarsch Nr. 1, Armeemarsch III/51 (Möllendorf).
Die ehemaligen Schüler haben sich in der Vereinigung Alter Joachimsthaler e. V. zusammengeschlossen. Alma Mater Joachimica ist ihre Vereinszeitschrift.
„Stall“ war der traditionsreiche, liebevolle Spitzname der Schule bei ihren Schülern.

## Prominente ehemalige Schüler und Lehrer

### Absolventen (Auswahl)
- Carl Ludwig Amelang (1755–1819), preußischer Jurist und Hofbeamter
- Carl Anwandter (1801–1889), deutsch-chilenischer Apotheker und Schulgründer
- Achim von Arnim (1781–1831), Dichter
- Bernd Jakob von Arnim (1719–1797), preußischer Finanzrat und Numismatiker
- Carl Ludolf Bernhard von Arnim (1753–1828), preußischer Regierungspräsident
- Wilhelm Aschoff (1723–1788), preußischer Regierungsrat in Minden
- Friedrich Ludwig Sigismund Balckow (1770–1809), preußischer Kriegs- und Domänenrat
- Johann Jacob Baeyer (1794–1885), Geodät, preußischer General und erster Direktor des Königlichen Geodätischen Instituts in Berlin
- Paul Barandon (1881–1971), deutscher Völkerrechtler und Diplomat
- Herrmann Friedrich David Bauer (1754–1822), Jurist und Beamter
- Hugo von Bismarck (1814–1883), preußischer Generalmajor
- Friedrich von Bodelschwingh (1831–1910), Theologe, prägender Leiter der nach ihm benannten v. Bodelschwinghschen Stiftungen Bethel bei Bielefeld
- Sigismund Ludwig Borkheim (1826–1885), Revolutionär 1848/1849 und Publizist
- Johann Carl Ludwig Braun (1771–1835), preußischer Generalleutnant
- Karl Brunnemann (1823–1896), Pädagoge, Philologe und Historiker
- Georg Büchmann (1822–1884), Philologe
- Otto Friedrich Butendach (1730–1798), Theologe
- Paul Conrad (1865–1927), Theologe
- Hannelore Dege (* 1937), Ärztin
- Arved Deringer (1913–2011), Politiker
- Otto Paul Herrmann Diels (1876–1954), Chemiker, Chemie-Nobelpreisträger 1950
- Friedrich Wilhelm von Dossow (1669–1758), preußischer General
- Eugen Dühring (1833–1921), Philosoph, Nationalökonom
- Hans Egidi (1890–1970), Präsident des Bundesverwaltungsgerichts, Brandenburger Landtagsabgeordneter, Landrat im Landkreis Ostprignitz, Vorsitzender des Vereins für das Deutschtum im Ausland
- Erich Everth (1878–1934), Kunsthistoriker, Journalist und Zeitungswissenschaftler
- Friedrich Adolph Gottlieb von Eyben (1805–1889), mecklenburgischer Verwaltungsbeamter
- Gottfried Frey (1871–1952), Hygieniker, Ministerialbeamter und Schriftsteller (Pseudonym: Ernst Wolfhart)
- Ferdinand Georg Frobenius (1849–1917), Mathematiker
- Adolf-Henning Frucht (1913–1993), Arzt und Physiologe, Urenkel von Justus von Liebig und Enkel von Adolf von Harnack
- Wilhelm Gallenkamp (1820–1890), Pädagoge und Schulleiter
- Friedrich von Gentz (1764–1832), Publizist und Politiker
- Arthur Georgi junior (1902–1970), Verlagsbuchhändler, Teilhaber des Paul Parey Verlags und erster Vorsitzender des Börsenvereins der Deutschen Buchhändler
- Balthasar Gloxin (1601–1654), Herzoglicher Rat und Domherr in Lübeck
- David Gloxin (1597–1671), Diplomat und Lübecker Bürgermeister
- Albrecht von Graefe (1868–1933), rechtsextremer Politiker, Verbündeter und später Konkurrent Adolf Hitlers
- Alfred Karl Ludwig Eberhard Jobst Graffunder (1801–1875), Pädagoge und Sprachforscher, Vizedirektor der Akademie gemeinnütziger Wissenschaften zu Erfurt von 1847 bis 1850, Mitglied der Erfurter Akademie ab 1830
- Karl Ludwig Gronau (1742–1826), genannt Wetterpfarrer, evangelisch-reformierter Pfarrer und Meteorologe
- Ludwig Güterbock (1814–1895), Mediziner
- Ernst von Harnack (1888–1945), sozialdemokratischer Politiker, Widerstandskämpfer vom 20. Juli 1944
- Paul von Hase (1885–1944), Generalleutnant, Widerstandskämpfer vom 20. Juli 1944
- Theodor Heinsius (1770–1849), Pädagoge, Sprachforscher und Lexikograf
- Georg Heym (1887–1912), Schriftsteller des Expressionismus
- Richard Heymons (1867–1943), Direktor des Landwirtschaftlichen Institut für Zoologie, Berlin
- Carl Hoffmann (1836–1903), Abitur 1855, evangelischer Pfarrer und Superintendent
- Karl Friedrich Vollrath Hoffmann (1796–1842), Geograf und Schriftsteller
- Heinrich Gustav Hotho (1802–1873), Kunsthistoriker und Philosoph
- Johann Theodor Jablonski (1654–1731), Pädagoge und Lexikograf
- Meinhard Jacoby (1873–1956), Maler, Bildhauer und als Emigrant Entomologe
- Wilhelm Jacob Jagwitz (1752–1826), Oberlandesgerichtsrat in Breslau
- Gerhard Juergensohn (1911–1996), Theologe
- Walter Kaskel (1882–1928), Arbeitsrechtler
- Heinrich Kiepert (1818–1899), Geograf und Kartograf
- Friedrich Leopold von Kircheisen (1749–1825), Jurist und preußischer Staatsminister
- Adolf Kirchhoff (1826–1908), Philologe, Altertumsforscher
- Conrad von Kleist (1839–1900), Rittergutsbesitzer und Politiker, Mitglied des Reichstages
- Wilhelm Klingenberg (1924–2010), Mathematiker
- Paul Koebe (1882–1945), Mathematiker
- Gerhard Köpke (1873–1953), Konsularbeamter
- Fritz Krischen (1881–1949), Architekt und klassischer Archäologe
- Wilhelm von Kuhlmann (1879–1937), Gesandter in Mittelamerika und Irland
- Ernst Laas (1837–1885), Pädagoge und Philosoph
- Ludwig Lenz, (1813–1896), Schriftsteller und Journalist
- Leopold zur Lippe-Biesterfeld-Weißenfeld (1815–1889), preußischer Justizminister
- Fritz Loewe (1895–1974), Polarforscher und Glaziologe
- Erhard Milch (1892–1972), Generalfeldmarschall
- Mark Heinrich von Nathusius (1932–2020), Generalmajor der Bundeswehr
- Friedrich Nicolai (1733–1811), Verleger und Schriftsteller
- Johann Friedrich Nolte (1694–1754), Schulleiter in Schöningen und Philologe
- Johann Carl Conrad Oelrichs (1722–1799), Historiker
- Jürgen Oesten (1913–2010), Marineoffizier
- Heinrich Otte (1808–1890), Pastor und Kunstarchäologe
- Hans Paasche (1881–1920), Marineoffizier, Pazifist, Schriftsteller
- Rüdiger von Pachelbel (1926–2011), Diplomat, ab 1984 Botschafter der Bundesrepublik Deutschland unter anderem in Griechenland
- Gotthold Pannwitz (1861–1926), Mediziner, Gründer des Deutschen Zentralkomitees zur Bekämpfung der Tuberkulose
- Erwin Panofsky (1892–1968), Kunsthistoriker und Begründer der Ikonologie
- Franz Pfemfert (1879–1954), Journalist und Herausgeber der Zeitschrift Die Aktion
- Friedrich Adolf Philippi (1809–1882), lutherischer Theologe und Hochschullehrer
- Maximilian von Philipsborn (1815–1885), preußischer Diplomat
- Johann Heinrich Leberecht Pistorius (1777–1858), Kaufmann, Landwirt, Schnapsbrenner
- Erwin Planck (1893–1945), Politiker, Widerstandskämpfer vom 20. Juli 1944
- Adolf von Rauch (1805–1877), Major im Regiment der Gardes du Corps, Kammerherr und Hofmarschall der Prinzessin Luise von Preußen, Vorsitzender der Numismatischen Gesellschaft zu Berlin
- Friedrich von Raumer (1781–1873), Historiker und Politiker
- Karl Georg von Raumer (1783–1865), Geologe, Geograf und Pädagoge
- Georg Reinbeck (1766–1849), Schriftsteller und Pädagoge
- Friedrich Gabriel Resewitz (1729–1806), Pädagoge und Abt
- Friedrich Wilhelm Riese (1807–1879), Librettist und Bühnenautor des 19. Jahrhunderts
- Joachim Friedrich Ritter (1905–1985), Jurist und Diplomat, Botschafter der Bundesrepublik Deutschland
- Eugen Rosenstock-Huessy (1888–1973), Rechtshistoriker und Soziologe
- Gustav Adolf Rüthning (1854–1944), Historiker
- Hugo Sachsse (1851–1927), Rechtswissenschaftler
- Johann August Sack (1764–1831), Jurist, preußischer Beamter
- Ulrich von Saint-Paul-Illaire (1833–1902), Marineoffizier
- Emil Schallopp (1843–1919), Schachmeister und Vorsitzender des Stenografen-Büros des Reichstags
- Fritz Schepp (1864–nach 1940), Oberschulrat in Berlin, Mitglied des Preußischen Abgeordnetenhauses
- Bernhard von Schkopp (1817–1904), General der Infanterie und Gouverneur von Straßburg
- Alfred von Schlieffen (1833–1913), preußischer Generalfeldmarschall, Chef des Generalstabes und Autor des Schlieffen-Planes
- Carl Ludwig Theodor Schlomka (1821–1894), Reichsgerichtsrat
- Geo A. Schmidt (1870–1943), Kolonialbeamter
- Benno Schulze (1836–1882), Jurist und Mitglied des Deutschen Reichstags
- Armin Sellheim (1929–2002), Leiter der Rechtsabteilung des Nachrichtenmagazins Der Spiegel, Leiter der Akademie für Publizistik Hamburg, Direktor der Akademie der Bayerischen Presse
- Rolf Sprandel (1931–2018), Historiker
- Julius Springer d. J. (1880–1968), Verleger
- Paul Stäckel (1862–1919), Mathematiker
- Heinrich August Wilhelm Stolze (1798–1867), Stenograf und Begründer des „Stenografie-Systems Stolze“
- Hermann Teuchert (1880–1972), Germanist
- Erich Vermehren (1919–2005), Jurist, Agent und Versicherungsmakler
- Eberhard Wagemann (1918–2010), Generalmajor der Bundeswehr
- Conrad Freiherr von Wangenheim (1849–1926), Agrarpolitiker
- Karl Freiherr von Wangenheim (1797–1853), Richter am Berliner Kammergericht, Mitglied der Preußischen Nationalversammlung
- Georg Wetzel (1871–1951), Mediziner und Anatom
- Emil August von Wiese und Kaiserswaldau (1807–1881), Bürgermeister von Sprottau, Abgeordneter im Preußischen Landtag
- Hermann Wurffbain (1804–1889), deutscher Wasserbauingenieur, preußischer Baubeamter

### Ehemalige Lehrer
- Wilhelm Ludwig Abeken (1793–1826), Altphilologe
- Bernhard Ludwig Beckmann (1694–1760), Pädagoge
- Hilmar Curas (1673 in Aerzen), Königlich Preußischer Geheimsekretär
- Wilhelm Dilthey (1833–1911), Theologe und Philosoph
- Johann Jakob Engel (1741–1802), von 1776 (vermutlich bis 1787) Professor der Philosophie und der „Schönen Wissenschaften“
- Karl Fuhr (1853–1917), Altphilologe
- Wilhelm von Giesebrecht (1814–1889), Historiker
- Wolfgang Helbig (1839–1915), Klassischer Archäologe
- Johannes Horkel (1820–1861), war zum Probejahr von 1847 bis 1848 an der Schule
- Johannes Imelmann
- Heinrich Otto Jacobi (1815–1864), klassischer Philologe
- Johann Kießling (1839–1905), Physiker und Meteorologe
- Friedrich Karl Köpke (1785–1865), Germanist
- Rudolf Köpke (1813–1870), Historiker und Journalist, von 1838 bis 1842 am Gymnasium
- Gustav Lehmann (1853–1928), Botaniker und Pädagoge
- Tobias Magirus (1586–1652), Philosoph
- Johann Heinrich Ludwig Meierotto (1742–1800), Geograf und Pädagoge (Rektor)
- August Meineke (1790–1870), Altphilologe
- Carl Friedrich Wilhelm Müller (1830–1903), Klassischer Philologe
- Wilhelm Julius Carl Mützell
- Friedrich Muzelius, Professor und Conrector 1718–1753[17]
- August Nauck (1822–1892), Philologe
- Karl Friedrich Passow (1798–1860), Philologe und Lehrer
- Johann Raue (1610–1679), Theologe, Altphilologe, Bibliothekar
- Hermann Friedrich Perthes (1840–1883), klassischer Philologe
- Johannes Revius
- Wilhelm Adolf Schmidt (1812–1887), Historiker
- Benjamin Wilhelm Daniel Schulze (1715–1790), Pädagoge und Philologe
- Heinrich Christian Wilhelm Schrader
- Otto Schroeder (1851–1937), Klassischer Philologe
- Moritz Ludwig Seyffert (1809–1872), Philologe
- Paul Stengel (1851–1929), Altphilologe
- Johann Friedrich Wilhelm Carl Thym (1768–1803), Theologe und Aufklärer
- Rudolf Tobler
- Hermann Carl Usener (1834–1905), Lehrer von 1858 bis 1861, Altphilologe und Religionswissenschaftler
- Peter Villaume (1746–1825), von 1787 bis 1793 Professor der Moral und „Schönen Wissenschaften“
- Kurt Wachsmuth (1837–1905), Philologe
- Ludwig Adolf Wiese (1806–1900), Pädagoge und Ministerialbeamter
- Wilhelm Wehrenpfennig (1829–1900), Publizist und Politiker
- Karl Gottlob Zumpt (1792–1849), klassischer Philologe

### Rektoren des Joachimsthalschen Gymnasium (Auswahl)
(Rector Joachimicus)
Joachimsthaler Zeit (Gründung 1607–1636/1650):
- 1607–1610: Karl Bumann (1551–1610)
- 1610–1636: Samuel Dresemius (1578–1638)

Berliner Zeit im Schloss Berlin (kriegsbedingte Übergangszeit, 1650–1688):
- 1653–1658: Ernst Wulstorp (1595–1660)
- 1659–(?): Johannes Vorstius (1623–1676)

Berliner Zeit in der Burgstraße (1688–1880):
- 1707–1721: Paul Volckmann (1669–1721)
- 1729–1768: Johann Philipp Heinius (1688–1775)
- 1775–1800: Johann Heinrich Ludwig Meierotto (1742–1800)
- 1802–1826: Bernhard Moritz Snethlage (1753–1840)
- 1826–1857: August Meineke (1790–1870)
- 1857–1872: Friedrich Wilhelm Gustav Kießling (1809–1884)
- 1872–(1886): Karl Julius Heinrich Schaper (1828–1886)

Berliner Zeit in der Kaiserallee (heute: Bundesallee; 1880–1912):
- (1872)–1886: Karl Julius Heinrich Schaper (1828–1886)
- 1887–1909: Carl Bardt (1843–1915)
- 1909–(1921): August Nebe (1864–1943)

Templiner Zeit (ab 1912):
- (1909)–1921: August Nebe (1864–1943)
- 1921–1925: Rudolf Graeber (1866–1940)
- 1925–1930: Carl Kappus
- 1930–1935: Gustav Kuhlmann (1882–1954)
- 1935–1944: Walther Hertzberg (1890–1977)